# Parc national de Hell's Gate

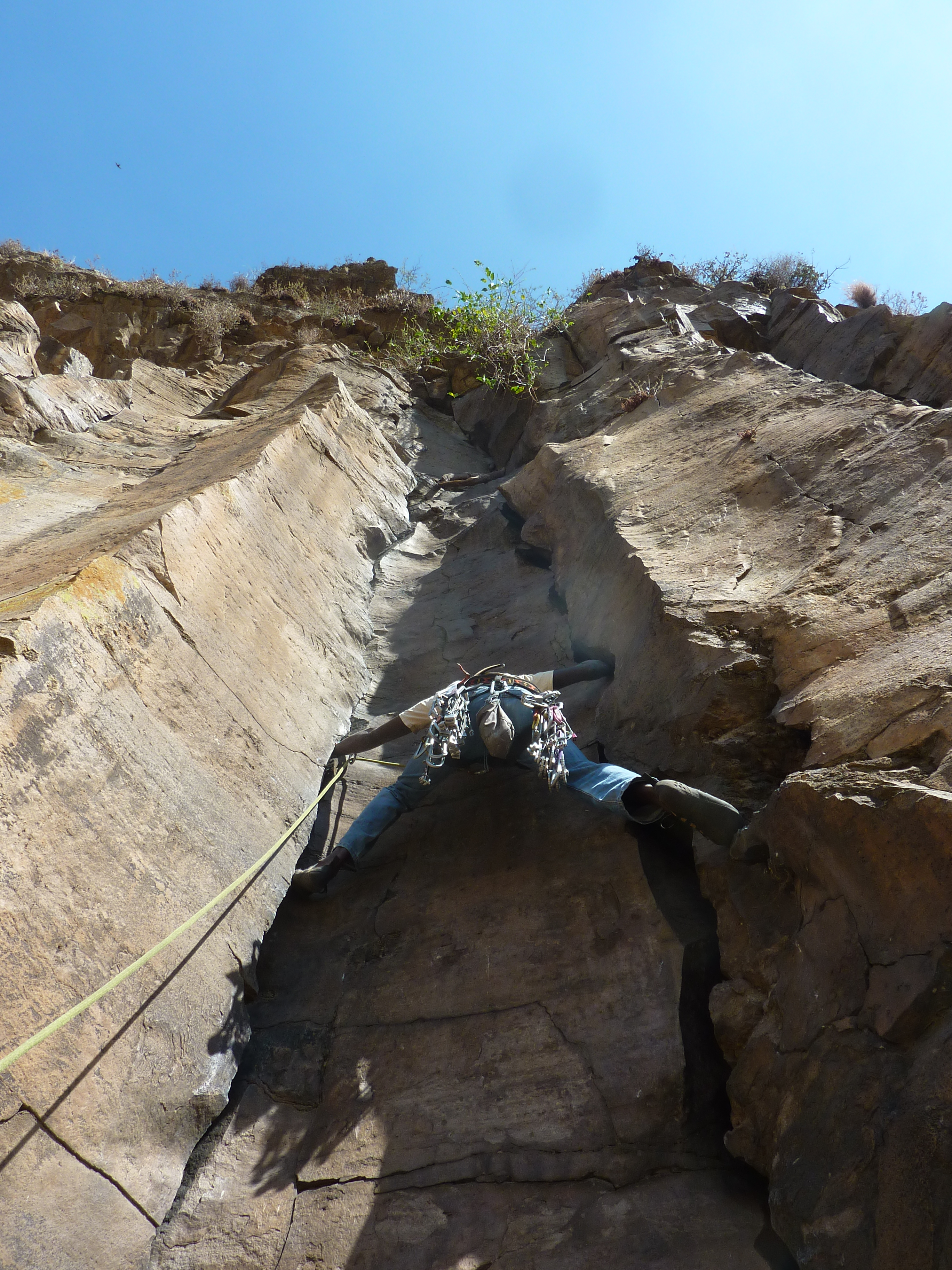
Descente en rappel d'une falaise.

Le parc national de Hell's Gate, établi en 1984, se trouve au sud du lac Naivasha au Kenya (dans le comté de Nakuru) et à 90 km au nord-ouest de Nairobi ; il est situé à 14 km de l'embranchement de l'ancienne route reliant Nairobi et le lac Naivasha.
Son nom provient d'une fracture étroite dans les falaises, qui était autrefois l'affluent d'un lac préhistorique qui nourrissait les hommes dans la vallée du Grand Rift (le nom fut choisi par les explorateurs Fisher et Thomson en 1883).
De taille réduite (il couvre 68,25 kilomètres carrés, ce qui est assez modeste pour un parc africain), il se situe à 1 524 mètres au-dessus du niveau de la mer.
De climat est chaud et sec, le parc est connu pour sa variété d'espèces sauvages et pour ses paysages. Les deux volcans Olkaria et Hobley's (aujourd'hui éteints) en font partie, au même titre que certaines formations obsidiennes issues de la roche en fusion refroidie. On trouve encore aujourd'hui, autour du parc national de Hell's Gate, des cendres dues à l'éruption du mont Longonot au début du XXe siècle.
À l'intérieur du parc se trouve aussi la « Hell's Gate Gorge », bordée de falaises rouges, qui contient deux bouches volcaniques : la « Fischer's Tower » et la « Central Tower ». Il existe une plus petite gorge, qui part de la Central Tower vers le sud, et le long de laquelle un chemin descend vers des sources chaudes.

## Géothermie
La station géothermique d'Olkaria, la première d'Afrique dans son genre, a été établie en 1981 et génère de l'électricité à partir des sources chaudes et des geysers du parc.

Station géothermique dans l'enceinte du parc.
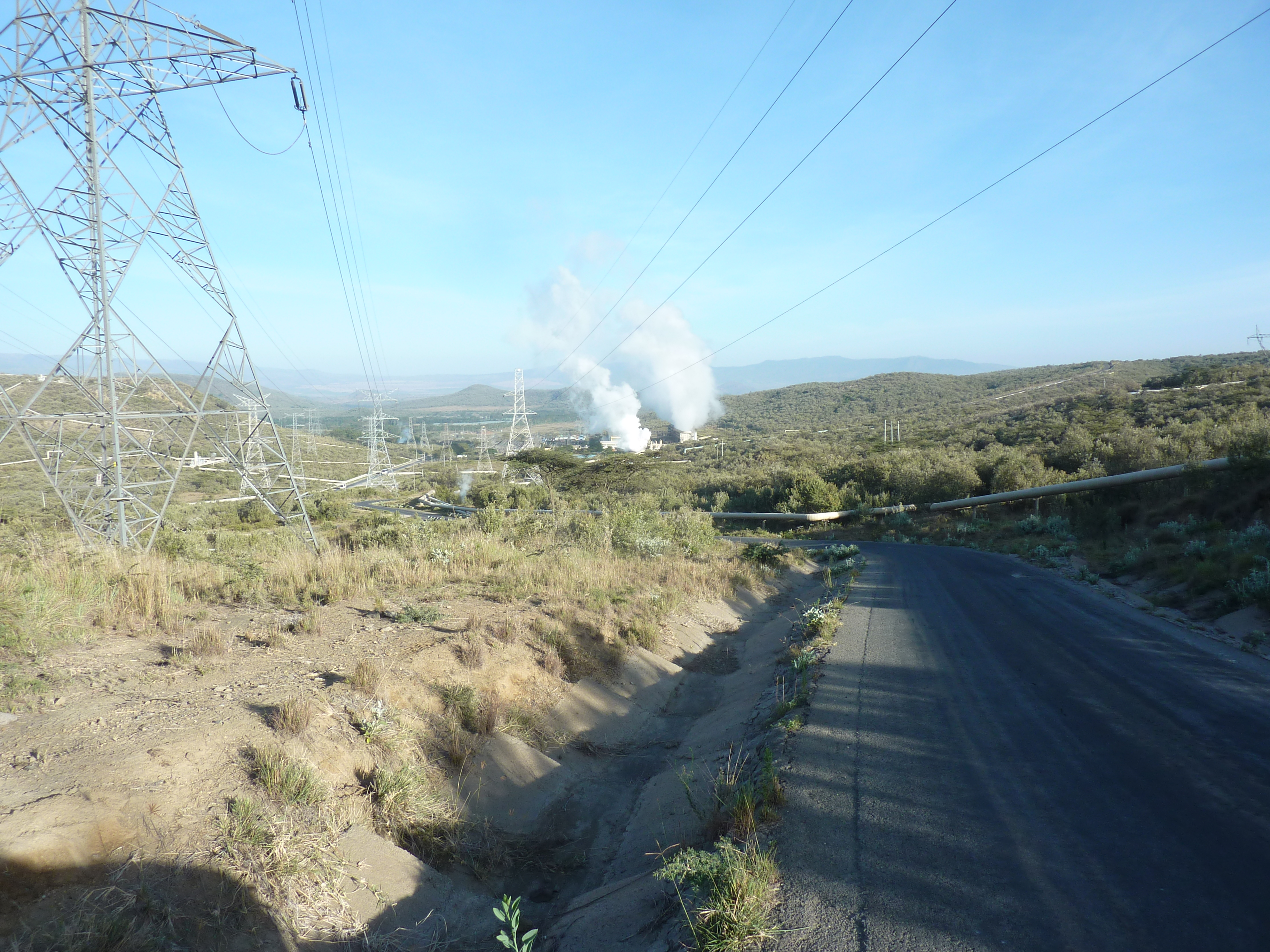
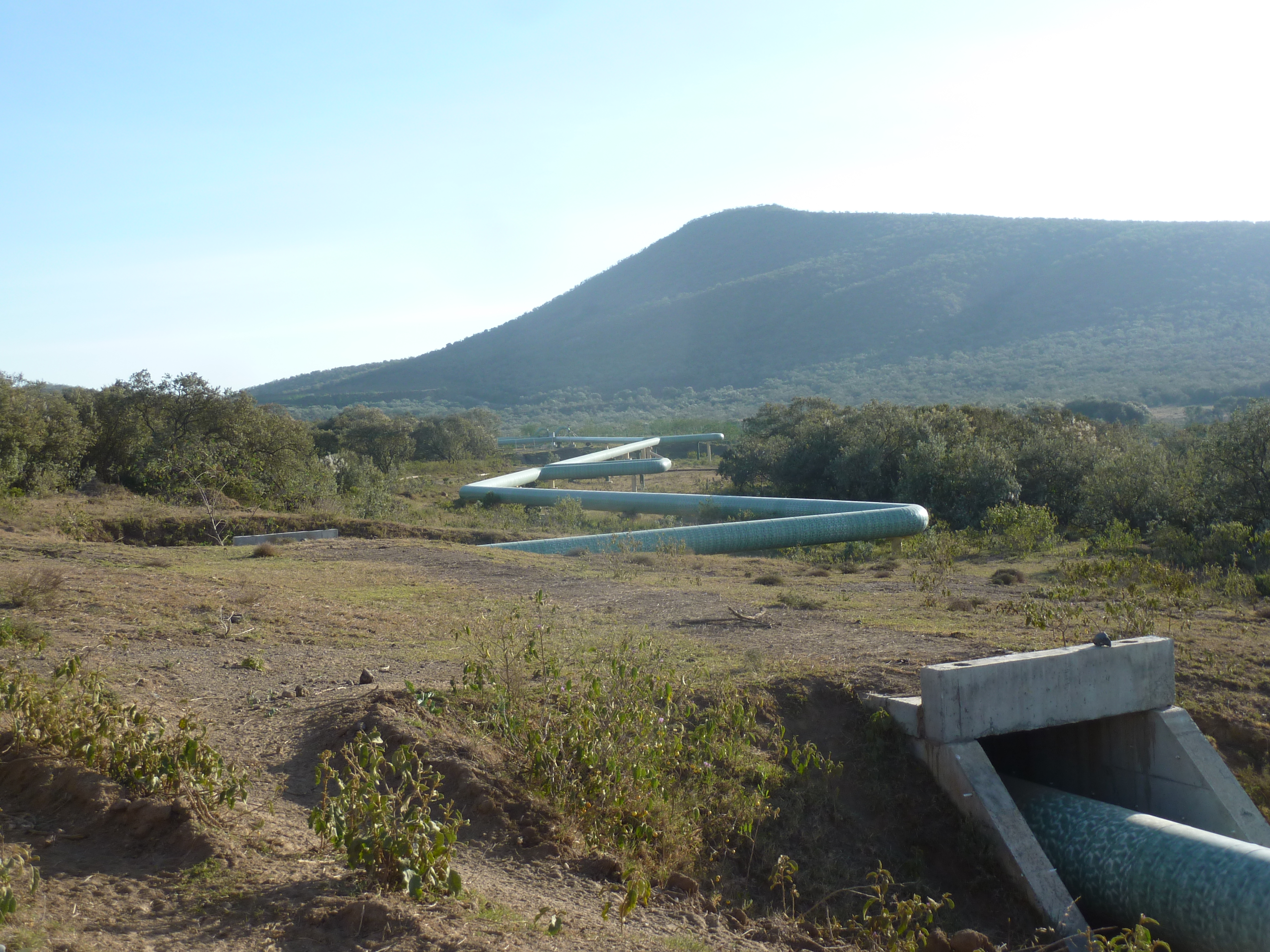